# Поджо-Ренатіко
Поджо-Ренатіко (італ. Poggio Renatico) — муніципалітет в Італії, у регіоні Емілія-Романья, провінція Феррара.
Поджо-Ренатіко розташоване на відстані близько 330 км на північ від Рима, 33 км на північ від Болоньї, 14 км на південний захід від Феррари.
Населення — 9921 особа (2014).
Щорічний фестиваль відбувається 29 вересня. Покровитель — святий Архангел Михаїл.

## Демографія
Населення за роками:

Станом на 1 січня 2023 року в муніципалітеті офіційно проживав 1031 іноземець з 54 країн, серед них 340 громадян країн Євросоюзу та 52 громадяни України.

## Сусідні муніципалітети
- Баричелла
- Феррара
- Галльєра
- Малальберго
- Мірабелло
- Сант'Агостіно
- Вігарано-Майнарда